# Семинол-Манор
Семинол-Манор (англ. Seminole Manor) — статистически обособленная местность, расположенная в округе Палм-Бич (штат Флорида, США) с населением в 2546 человек по статистическим данным переписи 2000 года.

## География
По данным Бюро переписи населения США статистически обособленная местность Семинол-Манор имеет общую площадь в 1,04 квадратных километров, водных ресурсов в черте населённого пункта не имеется.
Статистически обособленная местность Семинол-Манор расположена на высоте 4 м над уровнем моря.

## Демография
По данным переписи населения 2000 года в Семинол-Манор проживало 2546 человек, 678 семей, насчитывалось 875 домашних хозяйств и 933 жилых дома. Средняя плотность населения составляла около 2448,08 человек на один квадратный километр. Расовый состав населённого пункта распределился следующим образом: 69,36 % белых, 17,32 % — чёрных или афроамериканцев, 0,47 % — коренных американцев, 0,90 % — азиатов, 0,35 % — выходцев с тихоокеанских островов, 3,50 % — представителей смешанных рас, 8,09 % — других народностей. Испаноговорящие составили 26,28 % от всех жителей статистически обособленной местности.
Из 875 домашних хозяйств в 37,4 % воспитывали детей в возрасте до 18 лет, 48,0 % представляли собой совместно проживающие супружеские пары, в 20,7 % семей женщины проживали без мужей, 22,5 % не имели семей. 17,1 % от общего числа семей на момент переписи жили самостоятельно, при этом 6,5 % составили одинокие пожилые люди в возрасте 65 лет и старше. Средний размер домашнего хозяйства составил 2,91 человек, а средний размер семьи — 3,22 человек.
Население статистически обособленной местности по возрастному диапазону по данным переписи 2000 года распределилось следующим образом: 30,2 % — жители младше 18 лет, 7,3 % — между 18 и 24 годами, 29,9 % — от 25 до 44 лет, 21,1 % — от 45 до 64 лет и 11,6 % — в возрасте 65 лет и старше. Средний возраст жителей составил 34 года. На каждые 100 женщин в Семинол-Манор приходилось 93,2 мужчин, при этом на каждые сто женщин 18 лет и старше приходилось 89,3 мужчин также старше 18 лет.
Средний доход на одно домашнее хозяйство статистически обособленной местности составил 36 211 долларов США, а средний доход на одну семью — 36 797 долларов. При этом мужчины имели средний доход в 29 630 долларов США в год против 20 647 долларов среднегодового дохода у женщин. Доход на душу населения статистически обособленной местности составил 36 211 долларов в год. 11,0 % от всего числа семей в населённом пункте и 12,3 % от всей численности населения находилось на момент переписи населения за чертой бедности, при этом 18,8 % из них были моложе 18 лет и 2,9 % — в возрасте 65 лет и старше.